# Charlotte Miedke
Charlotte Miedke (geborene Pfister; * 1781 in Mannheim; † 27. Oktober oder 22. Oktober 1806 in Stuttgart), auch Miedtke, war eine deutsche Sängerin und Theaterschauspielerin.

## Leben
Bereits mit 15 Jahren, am 11. Dezember 1796, wurde sie als Soubrette in Mannheim engagiert. Weitere Stationen ihrer Karriere waren 1798 bis 1801: Theater Nürnberg (Fach: Soubretten und naive Rollen), 1802: Aachen (Sommer 1802), 1802: Düsseldorf (Okt./Nov. 1802) und 1802 bis 1805: Nürnberg (als erste Sängerin). 1805 kam sie ans Hoftheater Stuttgart, wo sie als Schauspielerin wirkte.
Sie war seit 1801/02 in dessen erster Ehe mit dem Schauspieler Carl Miedke verheiratet. Aus der Ehe gingen drei Kinder hervor, die alle bekannte Künstler wurden: die Sängerin Anna Fischer-Maraffa (1802–1866), der Sänger, Schauspieler und Regisseur Friedrich Georg Leonhard Miedke (1803–1842) und der Pianist, Komponist, Dirigent und spätere Dresdner Hof-Kapellmeister Karl August Krebs (1804–1880).
Nach einer Scharlach-Infektion verstarb sie, erst 25-jährig, am 22. Oktober 1806 in Stuttgart-Bopser.